# Wat San Chao Chet
Wat San Chao Chet is een daoïstische tempel gewijd aan de Heilige Moeder Uit De Hemel, een van de vele namen van de Chinese zeegodin Tianhou. De tempel werd in 1851 gebouwd door Kantonezen in de omgeving. De tempel ligt in de Bang Rak district van de Thaise hoofdstad Bangkok. De tempel heeft twee poorten die leiden tot de tempel.
In de hoofdhal staan zeven Tianhoubeelden op het hoofdaltaar. Het linkeraltaar is gewijd aan Guanyin (en bevat meerdere Guanyinbeelden) en het rechteraltaar is gewijd aan Sakyamuni Boeddha, Guan Yu en Tudigong en Chulalongkorn.
De tempel wordt vooral bezocht door Chinese Thai en autochtone Thai.